# Врело (Уб)
Врело је насеље у Србији у општини Уб у Колубарском округу. Према попису из 2022. било је 1207 становника.
Један од житеља је фудбалер Немања Матић чијом заслугом се обнавља црква у Врелу.

## Демографија
У насељу Врело живи 1343 пунолетна становника, а просечна старост становништва износи 42,3 година (41,6 код мушкараца и 42,9 код жена). У насељу има 499 домаћинстава, а просечан број чланова по домаћинству је 3,37.
Ово насеље је великим делом насељено Србима (према попису из 2002. године), а у последња три пописа, примећен је пад у броју становника.
|  |

| Демографија | Демографија | Демографија |
| Година      | Становника  | Становника  |
| ----------- | ----------- | ----------- |
| 1948.       | 2.384       |             |
| 1953.       | 2.465       |             |
| 1961.       | 2.279       |             |
| 1971.       | 2.083       |             |
| 1981.       | 1.926       |             |
| 1991.       | 1.748       | 1.731       |
| 2002.       | 1.684       | 1.735       |

| Етнички састав према попису из 2002.‍ | Етнички састав према попису из 2002.‍ | Етнички састав према попису из 2002.‍ | Етнички састав према попису из 2002.‍ | Етнички састав према попису из 2002.‍ |
| ------------------------------------ | ------------------------------------ | ------------------------------------ | ------------------------------------ | ------------------------------------ |
|                                      |                                      |                                      |                                      |                                      |
| Срби                                 | Срби                                 |                                      | 1.661                                | 98,63%                               |
| Македонци                            | Македонци                            |                                      | 6                                    | 0,35%                                |
| Роми                                 | Роми                                 |                                      | 2                                    | 0,11%                                |
| Словаци                              | Словаци                              |                                      | 1                                    | 0,05%                                |
| непознато                            | непознато                            |                                      | 14                                   | 0,83%                                |

| Година пописа     | 1948. | 1953. | 1961. | 1971. | 1981. | 1991. | 2002. |
| ----------------- | ----- | ----- | ----- | ----- | ----- | ----- | ----- |
| Број домаћинстава | 399   | 428   | 508   | 522   | 513   | 488   | 499   |

| Број чланова      | 1  | 2   | 3  | 4  | 5  | 6  | 7  | 8 | 9 | 10 и више | Просек |
| ----------------- | -- | --- | -- | -- | -- | -- | -- | - | - | --------- | ------ |
| Број домаћинстава | 84 | 126 | 79 | 79 | 50 | 43 | 26 | 7 | 3 | 2         | 3,37   |

| Пол    | Укупно | Неожењен/Неудата | Ожењен/Удата | Удовац/Удовица | Разведен/Разведена | Непознато |
| ------ | ------ | ---------------- | ------------ | -------------- | ------------------ | --------- |
| Мушки  | 706    | 188              | 458          | 42             | 13                 | 5         |
| Женски | 697    | 98               | 454          | 132            | 9                  | 4         |
| УКУПНО | 1.403  | 286              | 912          | 174            | 22                 | 9         |

| Пол    | Укупно                    | Пољопривреда, лов и шумарство | Рибарство                            | Вађење руде и камена | Прерађивачка индустрија       |
| ------ | ------------------------- | ----------------------------- | ------------------------------------ | -------------------- | ----------------------------- |
| Мушки  | 454                       | 315                           | 0                                    | 5                    | 38                            |
| Женски | 267                       | 200                           | 0                                    | 2                    | 33                            |
| УКУПНО | 721                       | 515                           | 0                                    | 7                    | 71                            |
| Пол    | Производња и снабдевање   | Грађевинарство                | Трговина                             | Хотели и ресторани   | Саобраћај, складиштење и везе |
| Мушки  | 1                         | 21                            | 26                                   | 5                    | 24                            |
| Женски | 0                         | 0                             | 11                                   | 3                    | 1                             |
| УКУПНО | 1                         | 21                            | 37                                   | 8                    | 25                            |
| Пол    | Финансијско посредовање   | Некретнине                    | Државна управа и одбрана             | Образовање           | Здравствени и социјални рад   |
| Мушки  | 1                         | 0                             | 3                                    | 4                    | 4                             |
| Женски | 0                         | 0                             | 5                                    | 3                    | 5                             |
| УКУПНО | 1                         | 0                             | 8                                    | 7                    | 9                             |
| Пол    | Остале услужне активности | Приватна домаћинства          | Екстериторијалне организације и тела | Непознато            | Непознато                     |
| Мушки  | 4                         | 0                             | 0                                    | 3                    | 3                             |
| Женски | 4                         | 0                             | 0                                    | 0                    | 0                             |
| УКУПНО | 8                         | 0                             | 0                                    | 3                    | 3                             |